# Маргарет Гога Моломо
Маргарет Гога Моломо (англ. Margaret Ghogha Molomo) — південноафриканська екологічна активістка.

## Екологічна активність
Моломо є головою Мережі спільноти гірничої та екологічної справедливості Південної Африки (МСГЕС-ПА) та координаторкою своєї громадської організації. МСГЕС-ПА — це організація, яка допомагає групам, права яких постраждали від видобутку корисних копалин у регіоні. Свою діяльність розпочали у 2012 році.
Моломо допомогла громаді Мокопане в суперечці з платинобудівною компанією, яка намагалася працювати на землі, яку використовувала громада, без їхнього дозволу. Крім того, шахта проводила видобуток корисних копалин на землях, призначених для сільськогосподарських цілей, і на територіях, де були могили громади. Моломо та МСГЕС-ПА прагнули захистити права громади, подаючи судові апеляції та вдаючись до судових процесів.

### Активність під час пандемії COVID-19
Під час пандемії COVID-19, робота Моломо була значно ускладнена через неможливість зібрань для протестів, а також через відсутність комунікаційної інфраструктури в сільських регіонах Південної Африки, тому вона працювала над підвищенням обізнаності про традиційні практики та обов'язки жінок у селах Лімпопо.

## Жіночий активізм
Моломо активно виступає за права жінок, включаючи здатність жінок вирощувати їжу та зберігати свої традиції. Пандемія COVID-19 вплинула на традиційну повсякденну діяльність африканських жінок: збір продуктів та води для приготування їжі, а також опалення протягом зимового сезону. Спільнота Моломо боролася за захист об'єктів спадщини від видобутку корисних копалин у світлі цієї проблеми.
Моломо звернула увагу на величезний вплив призупинення повсякденної діяльності не лише на всю спільноту, а й особливо на добробут жінок. Моломо також наголосила на тягарі, з яким стикаються жінки, зокрема, через вплив на довкілля невідповідних гірничих робіт, враховуючи, що жінки часто залишаються доглядати за родичами, які хворіють через забруднене повітря та воду. Крім того, у зв'язку з гірничодобувною діяльністю жінкам доведеться долати далекі відстані, щоб дістати воду, оскільки сусідні свердловини висихають, а гірничий пил, що утворюється під час таких робіт, призводить до нескінченних прибирань вдома.